# Jogos Olímpicos de Zappas
Os Jogos Olímpicos de Zappas (Ζάππειες Ολυμπιάδες em grego) foram manifestações multiesportivas, criadas como uma tentativa de recriar os antigos Jogos Olímpicos pelo empresário grego Evangelis Zappas, que foram realizadas em Atenas, Grécia.
Realizou-se três edições do evento, em 1859, 1870 e 1875. O segundo foi o que foi mais bem sucedido realizado a partir de 18 de outubro, atraiu 30.000 espectadores.
Sua contribuição foi fundamental para o renascimento dos Jogos Olímpicos da era moderna, foi a inspiração para William Penny Brookes, que fundou, na Inglaterra, os Jogos Olímpicos de Wenlock, e Barão Pierre de Coubertin, organizar, desde 1896, os Jogos Olímpicos modernos.